# Epicaridea
Epicaridea zijn een infraorde van de pissebedden. Ze zijn ectoparasieten op mariene kreeftachtigen en komen wereldwijd voor.

## Taxonomie
De volgende taxa worden bij de infraorde ingeleverd:
- Superfamilie Bopyroidea Rafinesque, 1815
  - Familie Bopyridae Rafinesque, 1815
  - Familie Colypuridae Richardson, 1905
  - Familie Entoniscidae Kossmann, 1881
  - Familie Ionidae H. Milne Edwards, 1840
  - Familie Bopyroidea incertae sedis
- Superfamilie Cryptoniscoidea Kossmann, 1880
  - Familie Asconiscidae Bonnier, 1900
  - Familie Cabiropidae Giard & Bonnier, 1887
    - = Cabiropsidae Giard & Bonnier, 1887

  - Familie Crinoniscidae Bonnier, 1900
  - Familie Cryptoniscidae Kossmann, 1880
    - = Fabidae Danforth, 1963
    - = Liriopsidae Bonnier, 1900

  - Familie Cyproniscidae Giard & Bonnier, 1887
  - Familie Dajidae G. O. Sars, 1883
  - Familie Entophilidae Richardson, 1903
  - Familie Hemioniscidae Bonnier, 1900
  - Familie Podasconidae Giard & Bonnier, 1895
  - Familie Stellatoniscidae Oanh & Boyko, 2020[2]
  - Familie Cryptoniscoidea incertae sedis
- Superfamilie Epicaridea incertae sedis †
  - Geslacht Vacuotheca Schädel, Perrichot & Haug, 2019 †

### Nomen dubium
- - Familie Cryptothiridae G. O. Sars, 1883